# Vlekkem
Vlekkem ist eine Teilgemeinde von Erpe-Mere an der Molenbeek in der Denderstreek in der Region Flandern. Sie liegt im Südosten der Provinz Ostflandern und gehört zum Arrondissement Aalst. Die Teilgemeinde wird begrenzt von dem Weiler Egem in der Teilgemeinde Bambrugge, von der Teilgemeinde Ottergem und den Gemeindegebieten von Sint-Lievens-Houtem (Teilgemeinde Vlierzele und Zonnegem). Vlekkem hat 292 Einwohner (1. Januar 2003) und eine Fläche von 1,22 km². Die Bevölkerungsdichte ist 240 Einw./km².

## Geschichte
Das Dorf Vlekkem wurde erstmals in einem offiziellen Dokument im Jahr 1036 erwähnt. In dieser Charta des Kaisers Koenraad II., der die Abtei St. Pietersabdij in Gent und ihre Besitzungen anerkannte, sprach man von »et in Bursinghem et terram in Ottringhem et terram in Flachem«. Im Jahre 1209 sprach man von Vleckem. Der Name ist nach der Meinung des Historikers Föstermann von einem Personennamen abgeleitet. Gegen Ende des 18. Jahrhunderts zählte Vlekkem 55 Wohnungen und 275 Einwohner.

## Sehenswürdigkeiten
In Vlekkem steht die Sint-Lambertuskirche. Vlekkem gehört zum Dekanat von Lede.

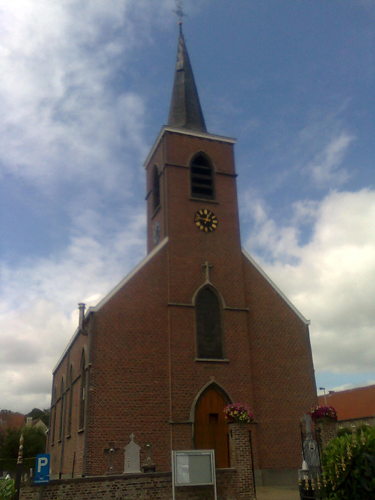
Die Kirche von Vlekkem
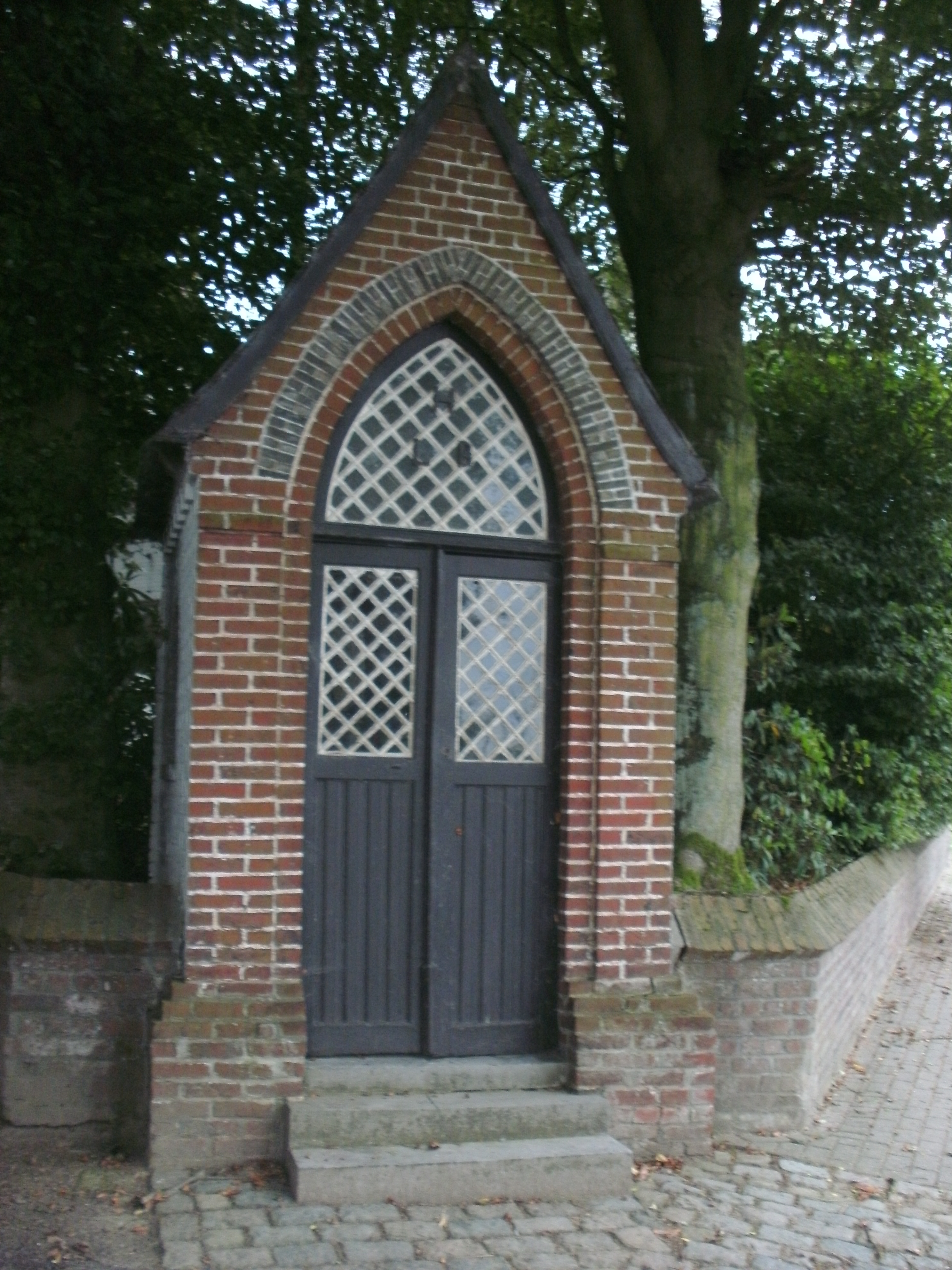
Die Kapelle in der Keerstraat in Vlekkem
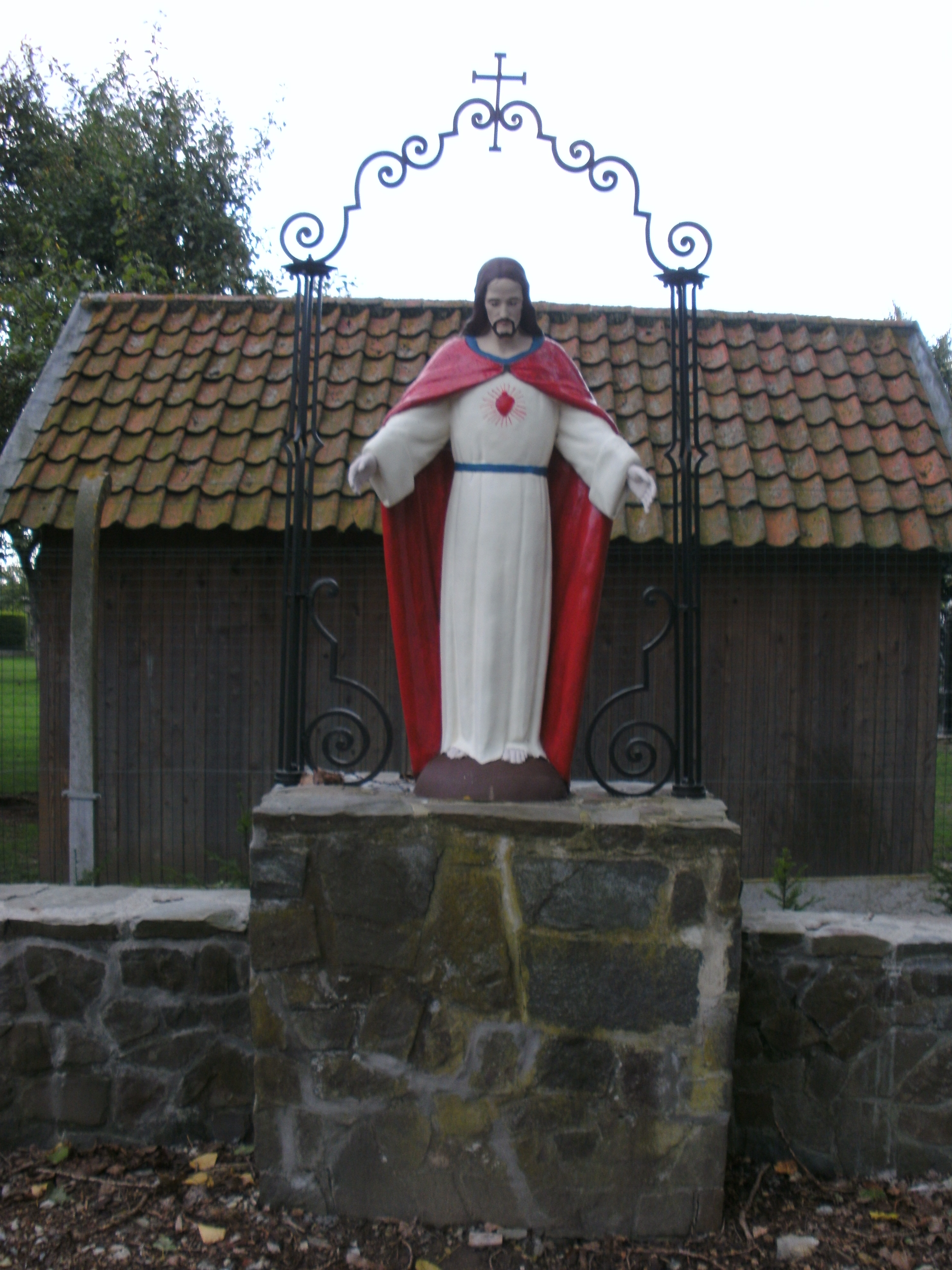
Die Christusstatue in der Keerstraat in Vlekkem

## Tourismus
Durch Vlekkem verläuft die Molenbeekroute. Die Molenbeekroute ist ein Radwanderweg, bekannt vor allem sind die Mühlen der Gemeinde Erpe-Mere und zwei Bäche, die beide den Namen Molenbeek (Mühlenbach) tragen.

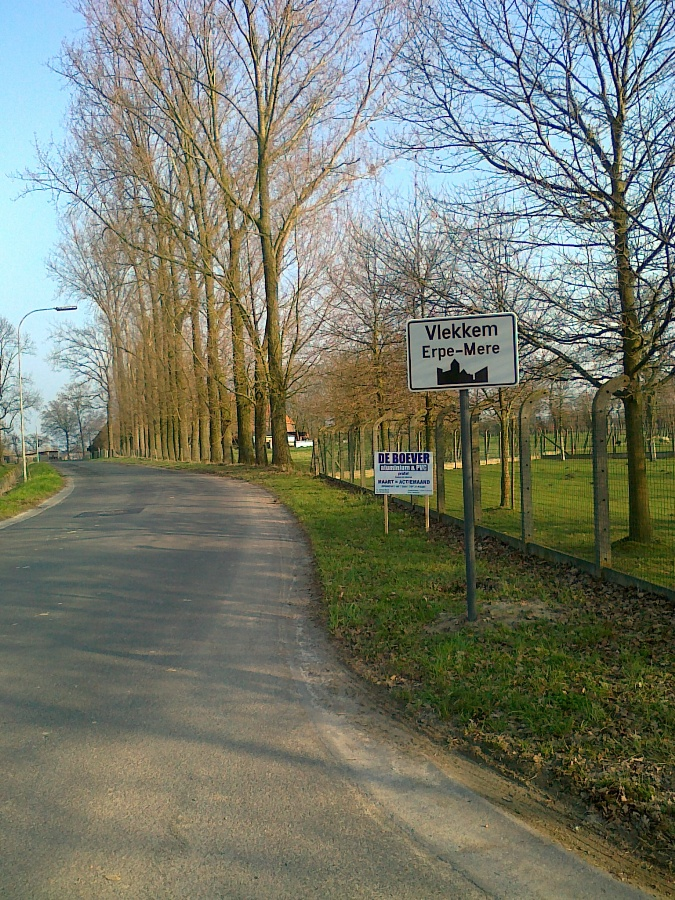
Beginn einer geschlossenen Ortschaft in Vlekkem
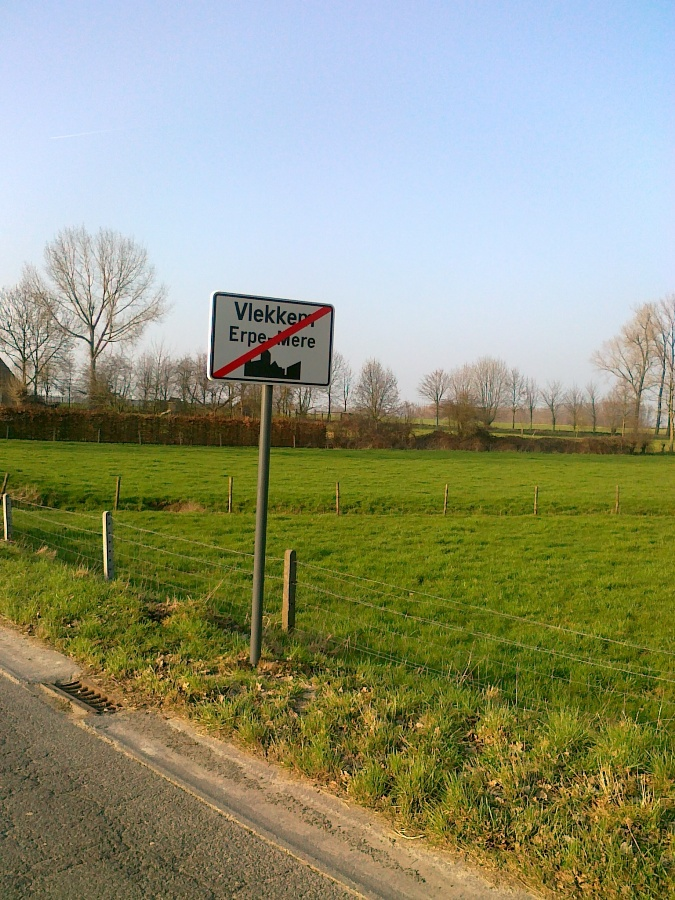
Ende einer geschlossenen Ortschaft in Vlekkem